# Česmenska cerkev
Česmenska cerkev (rusko: Чесменская церковь; polno ime Cerkev sv. Janeza Krstnika pri Česmenski palači, imenovana tudi Cerkev rojstva sv. Janeza Krstnika, rusko: це́рковь Рождества́ Иоа́нна Предте́чи при Че́сменском Дворце́) , je majhna ruska pravoslavna cerkev na ulici Lensoveta 12 v Sankt Peterburgu, Rusija. Zgradil jo je ruski dvorni arhitekt Jurij Felten leta 1780 po naročilu Katarine Velike, carice Rusije. Spominska cerkev  je bila postavljena ob Česmenski palači (rusko: Чесменский дворец: poškodovana med obleganjem Leningrada in obnovljena leta 1946) med Sankt Peterburgom in Carskim selom v počastitev obletnice ruske zmage leta 1770 nad turškimi silami v Česmenskem zalivu (turško: Çeşme) v Egejskem morju med rusko-turško vojno 1768–1774.
Cerkev in Česmenska palača sta bili najzgodnejša neogotska objekta na območju Sankt Peterburga. Nekateri menijo, da je najbolj impresivna cerkev v mestu , in redek primer zelo zgodnjega neogotskega sloga v ruski cerkveni arhitekturi.

## Etimologija
Cerkev je dobila ime Cerkev rojstva svetega Janeza Krstnika, ker je bila posvečena na rojstni dan Janeza Krstnika. Ker je bila zgrajena v čast bitki pri Česmi, ki so jo Rusi dobili leta 1770, je cerkev znana tudi pod imenom Česmenska cerkev.

## Geografija
Cerkev stoji v Rdeči vasi, ki je bila podeželska posest družine Sergeja Poltoratskega, prijatelja Aleksandra Puškina. Stoji na območju, ki je bilo znano kot Kekerekeksinen (finsko za žabje močvirje), ki je zdaj v stanovanjskem območju, znanem kot Moskovski prospekt, približno na polovici poti med parkom Pobedy in postajo podzemne železnice Moskovskaya. Medtem ko je bila cerkev zgrajena na zelo običajni lokaciji leta 1770, je skozi stoletja postala del mesta Sankt Peterburg. Stoji med Sankt Peterburgom in Poletno palačo v Carskem selu, služila je kot popotniško počivališče.

## Zgodovina
Leta 1777 se je postavitve cerkve udeležil švedski kralj Gustav III. Cerkev je bila zgrajena med letoma 1777 in 1780. Gre za spominsko cerkev v čast ruske zmage iz leta 1770 v bitki pri Česmi. Carica Katarina II. je izbrala mesto, saj je tu dobila vest o ruski zmagi nad Turki. Jožef II., sveti rimski cesar je bil navzoč pri posvetitvi cerkve.
Vitezi Reda svetega Jurija so bili v cerkvi tudi v nekem trenutku, ko je dobila tretje ime, Cerkev svetega Jurija.
Cerkev in Česmenska palača sta postali delovno taborišče, ko ju je zasedla sovjetska vlada. Leta 1923 so cerkev zaprli in jo uporabljali za skladišče. Med letoma 1941 in 1945 je cerkev med veliko domovinsko vojno utrpela škodo. Med drugo svetovno vojno je posest cerkve in palače prevzel Inštitut za letalsko tehnologijo. V letih 1970–75 je bila v celoti obnovljena pod nadzorom arhitektov M. I. Tolstoja in A. P. Kulikova. Leta 1977 je cerkev postala Muzej bitke pri Česmi (z artefakti iz Centralnega pomorskega muzeja). Verski nadzor je bila leta 1991 ponovno vzpostavljen z Rusko pravoslavno cerkvijo, od tedaj pa v cerkvi poteka redno bogoslužje.

## Arhitektura
Cerkev, zgrajena v neogotskem slogu, je obrnjena proti jugozahodu. Pobarvana rožnato in belo, je cerkev videti kot »sladkorni stožec, z dolgimi navpičnimi belimi črtami (vtisnjeni vertikalni venci, narisani skupaj s figuriranimi vodoravnimi fascijami), ki daje vtis, da se dviga naravnost z zemlje kot privid in strelja navzgor«. Cerkev je zgradil Jurij Felten, ki je bil dvorni arhitekt Katarine Velike.
Navdih za prevzemanje psevdogotskega sloga arhitekture je bil simbol »eksotičnosti turške arhitekture, vendar je odražala tudi anglomanijo, ki je pomembno vplivala na oblikovanje Katarininih palač in parkov, ki jih obdajajo«. Medtem ko je bila na teh linijah zgrajena Česmenska palača, je bila v podobnem slogu zgrajena tudi cerkev Janeza Krstnika. Ta slog, uveden v Katarininem času, je bil v Rusiji v naslednjih stoletjih v modi. Govori se tudi, da je izbira neogotskega sloga arhitekture nakazovala »zmagoslavje starodavnih severnih vrlin v duhu križarjev«.
Cerkev je bila zgrajena iz opeke in belega kamna. Ima tloris štirilista v obliki štirih polcilindrov z banjastimi oboki. Nad njo so bili postavljeni strešni okras, fiale, lancetna okna pa so nastala kot zlitje gotskih in neogotskih motivov. Zasnova štirilista je bila običajna v poznem 17. stoletju v mnogih zasebnih posestnih cerkvah, slog pa je bil znan kot moskovski barok. V 18. stoletju so njegovo sprejetje v času Katarinine vladavine šteli za eksperiment, ki odraža »naraščajočo sekularizacijo zgornjega plemstva«. Vhod v cerkev ima neogotsko rozeto in okroglo okno nad njo. Na vhodnem portalu so skulpture angelov. Glavni stolp in štirje manjši stolpi imajo majhne kupole, ki so nadomestilo tradicionalnih čebulnih streh, ki jih običajno srečujemo v Rusiji. Stene so progaste in krenelirane. Impresivna reliefna zasnova na vrhu sten je tudi v obliki kreneliranega parapeta s konicami. V enem od stolpov je tudi 100 kg zvon. Ima tudi lancetna okna in vrata. Notranjost, ki je prvotno imela italijanske ikone, je bila uničena v požaru leta 1930. Vendar je bila obnovljena. Znotraj cerkve je veliko ikoničnih slik in ena posebna slika je Kristusov prihod v Nazaret. Ko je šlo za mornariški muzej, je bila namesto Kristusa rešitelja v oltarni apsidi brez ikonostasa ,  nameščena živa slika v bogatih barvah, ki prikazuje pomorsko bitko in rusko zmago nad Turki. Od prvotne notranjosti ni ostalo ničesar.
Zunanji pogledi na cerkev so impresivni. Lanterne na strehi naj bi bile podobne tistim, ki so jih videli v gotskem templju v Stowe House.

## Posest
Cerkvena okolica se je od časa posvetitve in med obleganjem Leningrada uporabljali kot počivališče vojnih junakov. Pokopališče je znano kot »pokopališče vojnih veteranov Česmenskega«, in vsebuje neimenovane grobove iz let 1812-1944 umrlih v ruskih vojnah.

## Pomembni ljudje
Krsta Rasputina je počivala v Česmenski cerkvi, preden je bila leta 1916 pokopana v Carskem selu.